# Sphinx maurorum
Sphinx maurorum is een vlinder uit de familie van de pijlstaarten (Sphingidae). De wetenschappelijke naam van de soort werd in 1931 gepubliceerd door Heinrich Ernst Karl Jordan.
De soort komt voor in Zuid-Frankrijk, het Iberisch Schiereiland, Marokko en Algerije.